# Mein Gott, wie lang, ach lange? BWV 155
Mein Gott, wie lang, ach lange, BWV 155 (Déu meu, fins quan? Ai las, fins quan?), és una cantata religiosa de Johann Sebastian Bach per al segon diumenge després del dia de Reis, estrenada a Weimar el 19 de gener de 1716.

## Origen i context
El llibret és de Salomo Franck, Secretari major i poeta oficial de la cort de Weimar, forma part del seu recull Evangelisches Andacht-Opffer (Ofrena de devoció evangèlica) aparegut l'any 1715; acaba amb l'última estrofa de l'himne Es ist das Heil uns kommen her de Paul Speratus (1524). El text fa referència a l'evangeli del dia Joan (2, 1-11) que narra l'episodi de la conversió d'aigua en vi durant la celebració de les Noces de Canà. Els recursos instrumentals són reduïts, com és habitual en l'època de Weimar, a la corda i el continu només s'hi afegeix un fagot que té un paper destacat en el segon número. Per a aquest diumenge es conserven dues altres cantates, la BWV 3 i la BWV 13.

## Anàlisi
Obra escrita per a soprano, contralt, tenor, baix i cor; fagot, corda i baix continu. Consta de cinc números.
1. Recitatiu (soprano): Mein Gott, wie lang, ach lange (Déu meu, fins quan? Ai las, fins quan?)
2. Ària (duet de contralt i tenor): Du musst glauben, du musst hoffen (Cal que creguis, cal que esperis)
3. Recitatiu (baix): So sei, o Seele, sei zufrieden! (Estigues, o ànima! estigues tranquil·la!)
4. Ària (soprano): Wirf, mein Herze, wirf dich noch (Llença’t, llençat ara, cor meu)
5. Coral: Ob sichs anließ, als wollt er nicht (Mal que et sembli que no et vol)

El número 1, denominat “concerto” en la partitura original, és un recitatiu de soprano amb la corda i el continu; la veu representa l'ànima del creient i expressa el desig de què Déu la reconegui. Al final hi ha una vocalització que destaca les paraules Freuden Wein (vi de l'alegria) seguida d'un descens sobre mir sinkt fast (tota la meva esperança s'ha enfonsat). En el duet de contralt i tenor del número 2, les veus a vegades van plegades i altres separades, acompanyades per un solo de fagot de gran virtuosisme, en conjunt, tot el moviment té un aire de xacona. El recitatiu del número 3 és a càrrec del baix, que en el seu paper habitual de Vox Christi diu unes paraules de consol en canviar les “llàgrimes amargues” pel “vi del consol”. L'ària de soprano del número 4 té un caràcter molt viu amb grans salts melòdics, encara que se suavitza a la part final, en cantar auf die Achseln seiner Gnaden (damunt la seva espatlla clement). Un coral molt senzill amb el text indicat i una melodia coneguda des del segle xv i incorporada en el primer cançoner de la Reforma, clou la cantata, que té una durada aproximada de quasi un quart d'hora.

## Discografia seleccionada
- J.S. Bach: Das Kantatenwerk. Sacred Cantatas Vol. 8. Nikolaus Harnoncourt, Tölzer Knabenchor (Gerard Schmidt-Gaden, director), Concentus Musicus Wien, Alan Bergius (solista del cor), Paul Esswood, Kurt Equiluz, Thomas Hampson. (Teldec), 1994.
- J.S. Bach: The complete live recordings from the Bach Cantata Pilgrimage. CD 5: Old Royal Naval College Chapel, Greenwich; 16 i 17 de gener de 2000. John Eliot Gardiner, Monteverdi Choir, English Baroque Soloists, Joanne Lunn, Richard Wyn Roberts, Julian Podger, Gerald Finley. (Soli Deo Gloria), 2013.
- J.S. Bach: Complete Cantatas Vol. 3. Ton Koopman, Amsterdam Baroque Orchestra & Choir, Caroline Stam, Elisabeth von Magnus, Paul Agnew, Klaus Mertens. (Challenge Classics), 2004.
- J.S. Bach: Cantatas Vol. 5. Masaaki Suzuki, Bach Collegium Japan, Midori Suzuki, Yoshikazu Mera, Makoto Sakurada, Peter Kooij. (BIS), 1997.
- J.S. Bach: Church Cantatas Vol. 47. Helmuth Rilling, Gächinger Kantorei, Bach-Collegium Stuttgart, Ingeborg Reichert, Norma Lerer, Friedrich Melzer, Hans-Friedrich Kunz. (Hänssler), 1999.